# Massacre de Tulsa
O tumulto racial de Tulsa (mais corretamente chamado de Massacre de Tulsa, Massacre de Greenwood ou Massacre de Black Wall Street) ocorreu em 31 de maio e 1.º de junho de 1921, quando multidões de moradores brancos atacaram negros e suas residências e comércios no distrito de Greenwood, em Tulsa, Oklahoma. Foi chamado de "o pior incidente de violência racial da história norte americana". O ataque, realizado em solo e a partir de aviões particulares, destruiu mais de 35 quarteirões do distrito — na época a comunidade negra mais rica dos Estados Unidos, conhecida como "Black Wall Street". Mais de 800 pessoas foram internadas em hospitais e mais de 6000 residentes negros foram presos e detidos, muitos por vários dias. O Departamento de Estatísticas de Oklahoma registrou oficialmente 36 mortos, mas a Cruz Vermelha Americana se recusou a fornecer uma estimativa. O exame de eventos da comissão estadual de 2001 estimou que entre 100 e 300 foram mortos durante os distúrbios.
O massacre começou no fim de semana do Memorial Day, depois que Dick Rowland, 19 anos, um sapateiro negro, foi acusado de agredir Sarah Page, a operadora branca de 17 anos do elevador do edifício Drexel. A multidão de brancos irritados do lado de fora do tribunal onde Rowland estava sendo preso e a disseminação de rumores de que ele havia sido linchado assustaram a população negra local, alguns dos quais chegaram ao tribunal armados. Tiros foram disparados e doze pessoas foram mortas: dez brancos e dois negros. Quando a notícia dessas mortes se espalhou pela cidade, a violência da multidão explodiu: milhares de brancos invadiram o bairro negro naquela noite e no dia seguinte, matando homens, mulheres e crianças, queimando e saqueando lojas e casas: cerca de 10 000 pessoas negras ficaram desabrigadas e os danos materiais totalizaram mais de 1,5 milhão de dólares em imóveis e 750 000 dólares em bens pessoais (32 milhões em valores de 2019).
O massacre foi amplamente omitido nas histórias locais, estaduais e nacionais: "O tumulto racial de Tulsa de 1921 raramente era mencionado em livros de história, salas de aula ou mesmo em conversas particulares. Negros e brancos cresceram até a meia-idade sem saber o que havia acontecido". Em 1996, setenta e cinco anos após o tumulto, um grupo bipartidário na legislatura estadual autorizou a formação de uma comissão para estudar o caso. Os membros foram nomeados para investigar eventos, entrevistar sobreviventes, ouvir testemunhos do público e preparar um relatório de eventos. Houve um esforço de educação pública sobre o massacre durante o processo. O relatório final da comissão, publicado em 2001, dizia que o governo da cidade conspirou com a multidão de brancos contra os cidadãos negros e recomendou um programa de reparações aos sobreviventes e seus descendentes. O estado aprovou uma legislação para estabelecer algumas bolsas de estudos para descendentes de sobreviventes, incentivando o desenvolvimento econômico de Greenwood e de um memorial em Tulsa em homenagem às vítimas do motim.

## Antecedentes

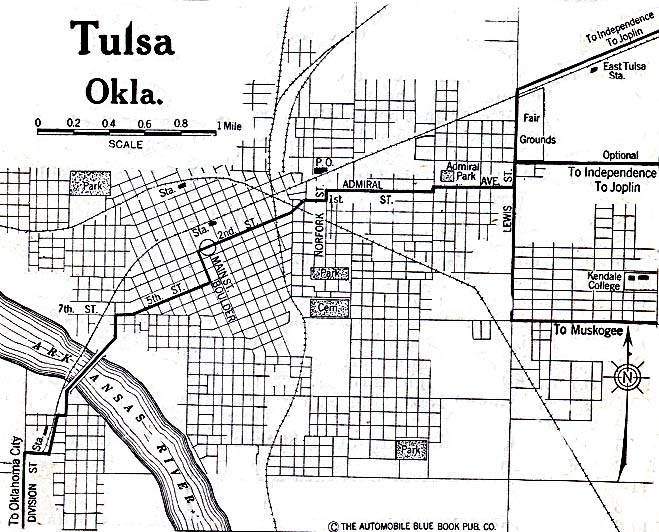
Mapa de Tulsa em 1920

A rebelião ocorreu na atmosfera racial e politicamente tensa do pós-Primeira Guerra Mundial do nordeste de Oklahoma. O território, que foi declarado um estado em 16 de novembro de 1907, tinha recebido muitos colonos do Sul que haviam sido donos de escravos antes da Guerra Civil Americana. No início do século XX os linchamentos não eram incomuns em Oklahoma, como parte de um esforço contínuo por brancos para afirmar e manter o domínio social. Entre a declaração de Estado e o motim da racial de Tulsa 13 anos depois, 31 pessoas foram linchadas em Oklahoma, 26 eram negros, em sua maioria homens. Durante os vinte anos seguintes à revolta, o número de linchamentos em todo o estado caiu para 2.
O legislativo estadual recém-criado tinha passado as leis de segregação racial, vulgarmente conhecidas como leis Jim Crow, como uma de suas primeiras ordens de trabalho. A leis constitucionais de 1907 tinham regras de registro de eleitores que efetivamente impediam o voto dos negros, assim como também os impediam de servir nos serviços de júri local, situação que durou até a aprovação da legislação federal de direitos civis pelo Congresso dos EUA, em meados da década de 1960. Tulsa aprovou uma lei em 16 de agosto de 1916, proibindo tanto negros como brancos residirem bairros onde pelo menos três quartos dos moradores eram de outra raça. Isso criou uma segregação residencial obrigatória na cidade. Embora o Suprema Corte dos Estados Unidos tenha declarado inconstitucional esse decreto-lei no ano seguinte, a portaria permaneceu nos registros de leis da cidade.
Na perturbação social ocorrida após a Primeira Guerra Mundial, na tentativa de algumas cidades em absorver veteranos no mercado de trabalho, houve tensão social e um sentimento anti-negros, naquilo que ficou conhecido como "Verão Vermelho" de 1919, onde várias cidades industriais em todo o Centro-Oeste e Norte tiveram rebeliões raciais graves, em que os brancos étnicos organizaram tumultos e mataram inúmeros negros, e mais milhares de pessoas ficaram desabrigadas quando suas propriedades foram destruídas, como em Chicago, Omaha, Baltimore, Washington D.C., e Filadélfia. Fortalecidos pelo serviço na Primeira Guerra Mundial, em cidades como Chicago, os negros lutaram.
No nordeste de Oklahoma existia uma crise econômica que acabou por tirar muitos homens do mercado de trabalho. Desde 1915, a Ku Klux Klan crescia em pequenos grupos urbanos em todo o Centro-Oeste, em particular com a volta dos veteranos da guerra, que fez sua primeira grande aparição (Ku Klux Klan) em Oklahoma em 12 de agosto de 1921, menos de três meses após a rebelião. O historiador Charles Alexander estima que até o final de 1921, Tulsa tinha cerca de 3 200 moradores da cidade pertencentes a Klan.
O bairro tradicionalmente negro de Greenwood, em Tulsa tinha um distrito comercial tão próspero que era conhecido como o "Wall Street Negro" (agora comumente referido como "Black Wall Street", em inglês, com ‘negro’ trocado por ‘black’). Os negros criaram os seus próprios negócios e serviços dentro do enclave da segregação racial, incluindo mantimentos diversos, dois jornais independentes, dois cinemas, discotecas e inúmeras igrejas. Profissionais médicos negros, dentistas, advogados e clérigos a serviço da comunidade atuavam na região. Por causa da segregação residencial, a maioria dos negros viviam juntos em Greenwood. Eles selecionaram seus próprios líderes, e nos arredores do nordeste de Oklahoma os negros também desfrutavam de relativa prosperidade e participavam do boom do petróleo.

## Segunda, 30 de maio de 1921 - Memorial Day

### Encontro no elevador

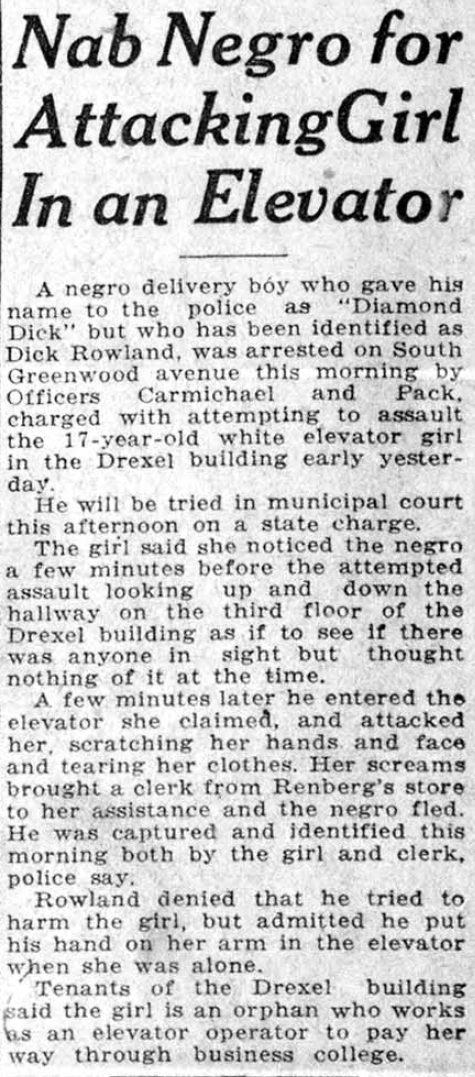
Um dos artigos de jornais locais que ajudou a aumentar as tensões raciais na cidade

Por volta de das 4 horas da tarde, Dick Rowland, um negro de 19 anos que trabalhava como engraxate na região central da cidade, adentrou num elevador de um edifício da região restrito aos negros. Ele encontrou Sarah Page, de 17 anos, operadora do elevador para brancos, que estava de plantão. Os dois provavelmente se conheciam pelo menos de vista, como este era o único edifício nas proximidades com um banheiro que Rowland tinha permissão expressa para usar, e o elevador operado por Page era o único do edifício. Um funcionário da Renberg, uma loja de roupas localizada no primeiro andar do edifício, ouviu o que soou como grito de uma mulher e viu um jovem negro correndo do prédio. O funcionário foi até o elevador e encontrou Page descontrolada e ansiosa. Pensando que ela tinha sido fisicamente atacada, o funcionário chamou as autoridades.
As notas do relatório da comissão de investigação apontaram que era incomum para ambos Rowland e Page trabalharem centro da cidade no Memorial Day, quando a maioria das lojas e empresas eram fechadas. Elas sugerem que Rowland deveria ter causado um pequeno incidente, como tropeçar e equilibrando-se contra a menina, ou que talvez eles fossem amantes e tiveram um briga no elevador.
Se - e até que ponto - Dick Rowland e Sarah Page se conheciam anteriormente é uma questão de especulação. Parece razoável que eles pelo menos foram capazes de se reconhecer de vista, já que Rowland teria regularmente pego o elevador onde Page ficava para dirigir-se ao banheiro. Outros, porém, têm especulado que o par podem ter sido amantes - um tabu perigoso e potencialmente mortal, mas não uma impossibilidade... Se eles se conheciam ou não, é claro que tanto Dick Rowland e Sarah Page, estavam no centro na segunda-feira, 30 de maio de 1921 - embora isso, também, esteja envolto em mistério. No Memorial Day, a maioria - mas não todas - lojas e empresas em Tulsa estavam fechadas. No entanto, tanto Rowland e Page estavam aparentemente trabalhando naquele dia...
 O que aconteceu depois é uma incógnita. Após o tumulto, a explicação mais comum era que Dick Rowland tropeçou quando ele entrou no elevador e, quando ele tentou se amparar para não cair, agarrou o braço de Sarah Page, que em seguida, gritou. Também tem sido sugerido que Rowland e Page tiveram uma briga de amantes. No entanto, simplesmente não está claro o que aconteceu. No entanto, nos dias e anos que se seguiram, todos que o conheciam Dick Rowland concordaram em uma coisa: Que ele nunca teria sido capaz de realizar um estupro.
É importante notar que a palavra "estupro" raramente era usada em jornais ou universidades no início do século XX. Em vez disso, "assalto" era usado para descrever um atentado de natureza sexual.

### Uma breve investigação
Embora a polícia provavelmente tenha questionado Page, nenhum relato escrito de sua declaração veio à tona. Seja qual for conversa ocorrida entre Page e a polícia, é geralmente aceito que eles determinaram que o que aconteceu entre os dois adolescentes foi algo menor do que um assalto. As autoridades realizaram uma breve investigação, em vez de criar uma caçada humana pelo suposto autor do assalto. Mais tarde, Page disse à polícia que ela não iria prestar queixa.
Independentemente se o assalto tinha ocorrido ou não, Rowland tinha motivos para ter medo, pois tal acusação poderia colocá-lo em risco devido ao racismo entre os homens brancos. Ao perceber a gravidade da situação, Rowland fugiu para a casa de sua mãe em Greenwood.

## Terça, 31 de maio de 1921

### Suspeito preso
Na manhã após o incidente, os detetives Henry Carmichael e Henry C. Pack, um policial negro, localizaram Rowland na Greenwood Avenue e o detiveram. Pack era um dos dois oficiais negros entre a força policial de aproximadamente 45 homens. Rowland foi inicialmente levado para a cadeia da cidade de Tulsa. À tarde, naquele dia, o comissário de polícia JM Adkison disse que recebeu um telefonema anônimo ameaçando a vida de Rowland. Ele então ordenou que Rowland fosse transferido para a cela mais segura no piso superior do tribunal do condado de Tulsa.
Rowland era bem conhecido entre os advogados e outros profissionais da área jurídica da cidade, muitos dos quais o conheciam por meio de seu trabalho como engraxate. Mais tarde, algumas testemunhas contaram que ouviram vários advogados defenderem Rowland em suas conversas entre si. Um dos homens disse: "Ora, eu conheço esse rapaz e o conheço há um bom tempo. Isso não é da índole dele".

### Cobertura jornalística
O Tulsa Tribune, um dos dois jornais mantidos por brancos em Tulsa, publicou a história na edição da tarde, com a manchete: "Negro ataca garota em elevador", descrevendo o incidente. Na mesma edição, o jornal escreve um aviso no editorial sobre um linchamento em potencial de Rowland. O editorial, intitulado "To Lynch Negro Tonight", relatava a montagem de um grupo de homens brancos que planejavam um linchamento a noite contra Rowland. O jornal era conhecido na época devido ao seu "sensacionalismo" na forma com que suas matérias eram escritas. Não está claro se o jornal foi um dos causadores do linchamento.
Alguns anos mais tarde, os investigadores descobriram que o editorial em questão estava perdido, aparentemente, após ter sido removido dos arquivos do  Tribune. Não há cópias conhecidas do editorial nos dias de hoje.

### Impasse no tribunal
A edição da tarde do Tribune foi para as ruas logo após as três horas, e logo a notícia da propagação linchamento em potencial se espalhou. Por volta das quatro horas, as autoridades locais estavam em alerta. As pessoas brancas começaram a se reunir perto do tribunal do condado. Ao pôr do sol, várias centenas de brancos estavam em frente ao tribunal no que parecia um grupo pronto para linchamento. Willard M. McCullough, recém-eleito xerife de Tulsa, foi determinado para evitar eventos como o linchamento em 1920 de Roy Belton em Tulsa, que ocorreu durante o mandato de seu antecessor. O xerife tomou medidas para garantir a segurança de Rowland. McCullough organizou seus policiais em uma formação defensiva em torno de Rowland, que estava apavorado. O xerife posicionou seis de seus homens, armados com fuzis e espingardas, no telhado do Palácio da Justiça. Ele desativou o elevador do edifício, e colocou os homens restantes em barricadas no topo da escada, com ordens de atirar em qualquer invasor à vista. O xerife saiu e tentou falar com a multidão para que as pessoas fossem embora, mas sem sucesso. De acordo com um relato de Ellsworth, o xerife foi "vaiado."
Por volta de oito da noite, três homens brancos entraram no tribunal, exigindo que Rowland fosse entregue a eles. Embora em número bem menor devido a crescente multidão na rua, o xerife McCullough estava determinado em evitar outro linchamento e mandou os homens embora.

### Uma oferta de ajuda
A poucos quarteirões de distância na Greenwood Avenue, membros da comunidade negra foram se reunindo para discutir a situação no tribunal. Dado ao recente linchamento de Roy Belton, um homem branco, eles acreditavam que Rowland corria risco de encontrar um destino semelhante. A comunidade estava determinada a impedir o linchamento de outro jovem negro, mas estavam divididos sobre as táticas a serem usadas. Os jovens, veteranos combatentes da Primeira Guerra, estavam se preparando para uma batalha através do recolhimento de armas e munições. Os mais velhos, em sua maioria homens mais prósperos de negócios, temiam um confronto destrutivo que provavelmente iria custar-lhes caro. O. W. Gurley, líder na comunidade negra, entrou no tribunal, onde falou com o xerife que garantiu que não haveria linchamento. Voltando a Greenwood, Gurley tentou acalmar os militantes, mas não conseguiu. Por volta de 07h30, um grupo de aproximadamente 30 homens negros, armados com rifles e espingardas, decidiu ir ao tribunal e apoiar o xerife e seus policiais em defender Rowland da multidão. Assegurando-lhes que Rowland estava seguro, o xerife e seu vice negro, Barney Cleaver, encorajou os homens a voltarem para casa.

### Pegar em armas
Tendo visto os negros armados, alguns dos mais de 1 000 brancos no tribunal voltaram para casa para pegar suas próprias armas. Outros se dirigiram para a sede da guarda nacional na cidade onde eles planejavam obter armas e munições do seu arsenal. O Major James Bell da 180° Infantaria já estava ciente do motim que se levantava, e tomou medidas adequadas para prevenir a rebelião. Ele chamou os comandantes das três unidades da Guarda Nacional em Tulsa, que ordenaram que todos os membros da Guarda colocassem seus uniformes e se apresentassem imediatamente à sede da guarda. Quando um grupo de brancos chegou e começou a puxar a grade sobre uma janela, Bell saiu para enfrentar uma multidão de cerca de 300-400 homens. Bell disse-lhes que os membros da Guarda estavam armados e preparados para atirar em qualquer um que tentasse entrar. Após esta demonstração de força, a multidão se retirou do arsenal.
No tribunal, a multidão tinha inchado para cerca de 2 000 pessoas, muitos delas armadas agora. Vários líderes locais, incluindo o reverendo Charles William Kerr, pastor da  Primeira Igreja Presbiteriana de Tulsa, tentaram dissuadir a ação dos linchadores. O chefe da polícia, John A. Gustafson, mais tarde afirmou que ele tentou falar para que a multidão fosse embora para casa.
A ansiedade na Greenwood Avenue estava subindo. A comunidade negra estava preocupada com a segurança de Rowland. Pequenos grupos de homens negros armados começaram a aventurar-se em direção ao tribunal em automóveis, em parte, para reconhecimento, e para demonstrar que eles estavam preparados para tomar as medidas necessárias para proteger Rowland.
Muitos homens brancos interpretaram essas ações como um "levante negro" e ficaram preocupados. Testemunhas relataram disparos, presumivelmente disparados para o ar, aumentando em frequência, quando as horas violentas se aproximavam.

### Uma segunda proposta
Em Greenwood, os boatos começaram a rodar de boca em boca, em particular um relato falso de que os brancos estavam prontos para invadir o tribunal. Pouco depois das 10h00, um grupo, cerca de 75 homens negros armados decidiram ir para o tribunal. Eles ofereceram seu apoio ao xerife, que não quis sua ajuda. De acordo com testemunhas, um homem branco teria dito para um dos homens negros armados para entregar sua pistola. O homem se recusou, e disparou um tiro. Se o primeiro tiro foi acidental, ou pretendia ser um tiro de aviso, foi um catalisador para uma troca de tiros.

### A Rebelião
Os tiros provocaram uma resposta quase imediata dos homens brancos, muitos dos quais atiraram contra os negros, que continuaram disparando de volta para os brancos. A primeira "batalha" durou apenas alguns segundos ou assim, mas resultando em mortes tanto de brancos como negros. O contingente negro recuou para Greenwood. Um tiroteio se seguiu. Um grupo de brancos armados perseguiu o grupo de negros até Greenwood, parando em diversas lojas para saquear armas e munições. Ao longo do caminho, inocentes, muitos dos quais estavam saindo de uma sala de cinema, foram pegos de surpresa pela multidão e começaram a fugir. O pânico cresceu quando a multidão começou a atirar em qualquer negro que estava na multidão, que atirou e matou pelo menos um branco na confusão.
Por volta das 11 horas, os membros da unidade da Guarda Nacional em Tulsa começaram a se reunir no arsenal para organizar um plano para subjugar os manifestantes. Vários grupos foram enviados para proteger o tribunal, delegacia de polícia, e outras instalações públicas. Os membros da legião americana juntaram-se em patrulhas de ruas. As forças pareciam ter sido implantadas para proteger os bairros brancos adjacentes a Greenwood. Esta forma de implantação levou a Guarda Nacional a ser posta em oposição aparente para a comunidade negra. A Guarda Nacional efetuou a captura de negros que não tinham retornado para Greenwood e levando-os para até um edifício do governo para detenção.
Muitos brancos proeminentes de Tulsa também participaram do motim, incluindo o fundador e membro do KKK de Tulsa W. Tate Brady que participou do motim como vigia noturno. Ele relatou ter visto "cinco negros mortos", incluindo um homem que foi arrastado num carro por uma corda em seu pescoço.
Por volta da meia noite, manifestantes brancos novamente reuniram-se em frente ao tribunal, desta vez em menor número, mas mais determinados. Gritos soaram em apoio a um linchamento. Eles tentaram invadir o prédio, mas foram rejeitados e dispersos pelo xerife e seus adjuntos.

## Quarta, 1 de junho de 1921

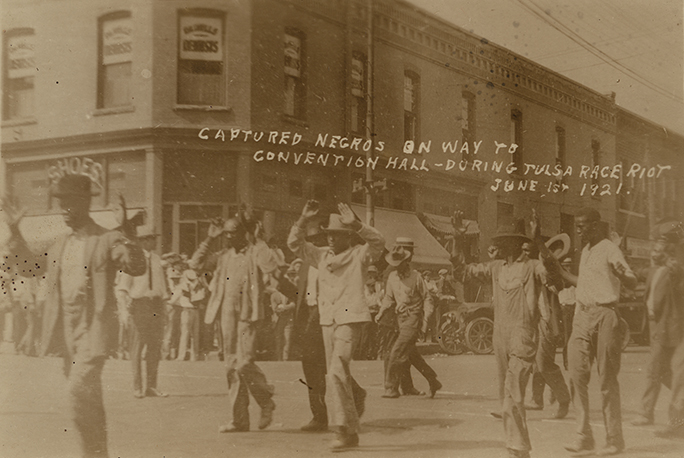
Afro-americanos capturados em 1 de junho de 1921

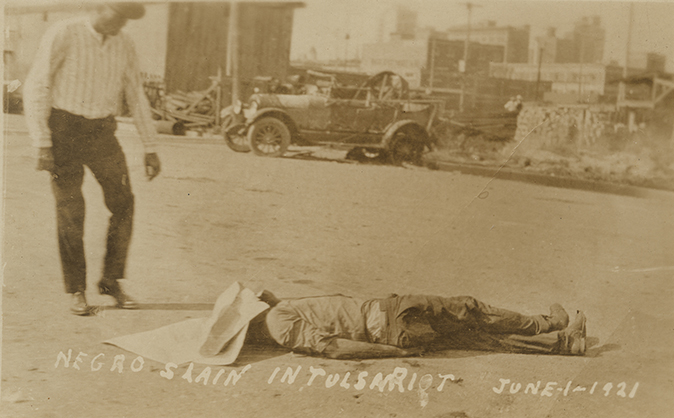
Corpo de um homem afro-americano morto nas ruas de Tulsa durante o massacre

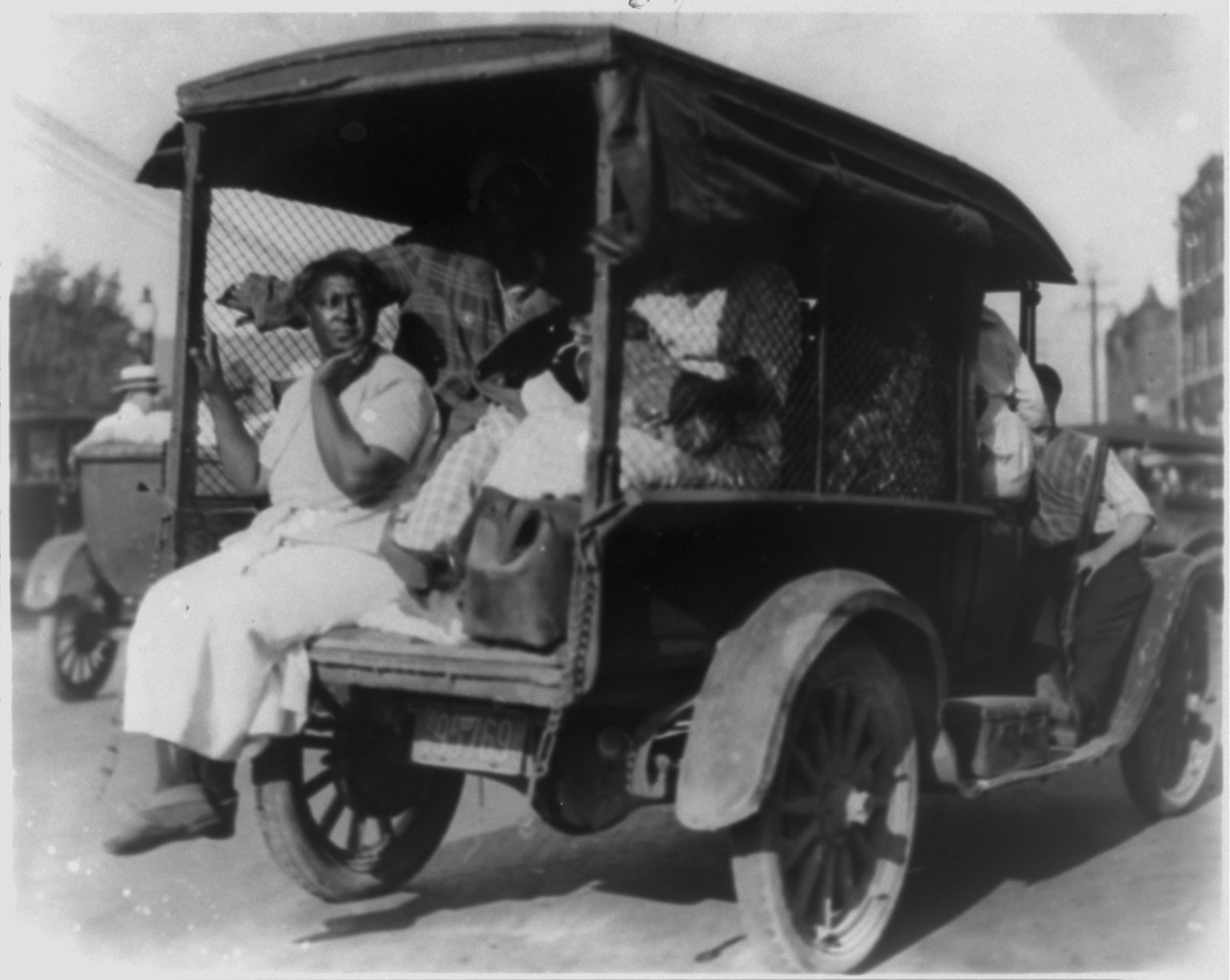
Família de refugiados afro-americanos que fugiam da cidade

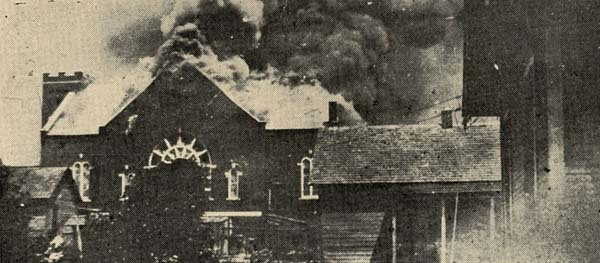
Igreja Mount Zion pegando fogo durante o massacre

Destruição nas ruas após a revolta

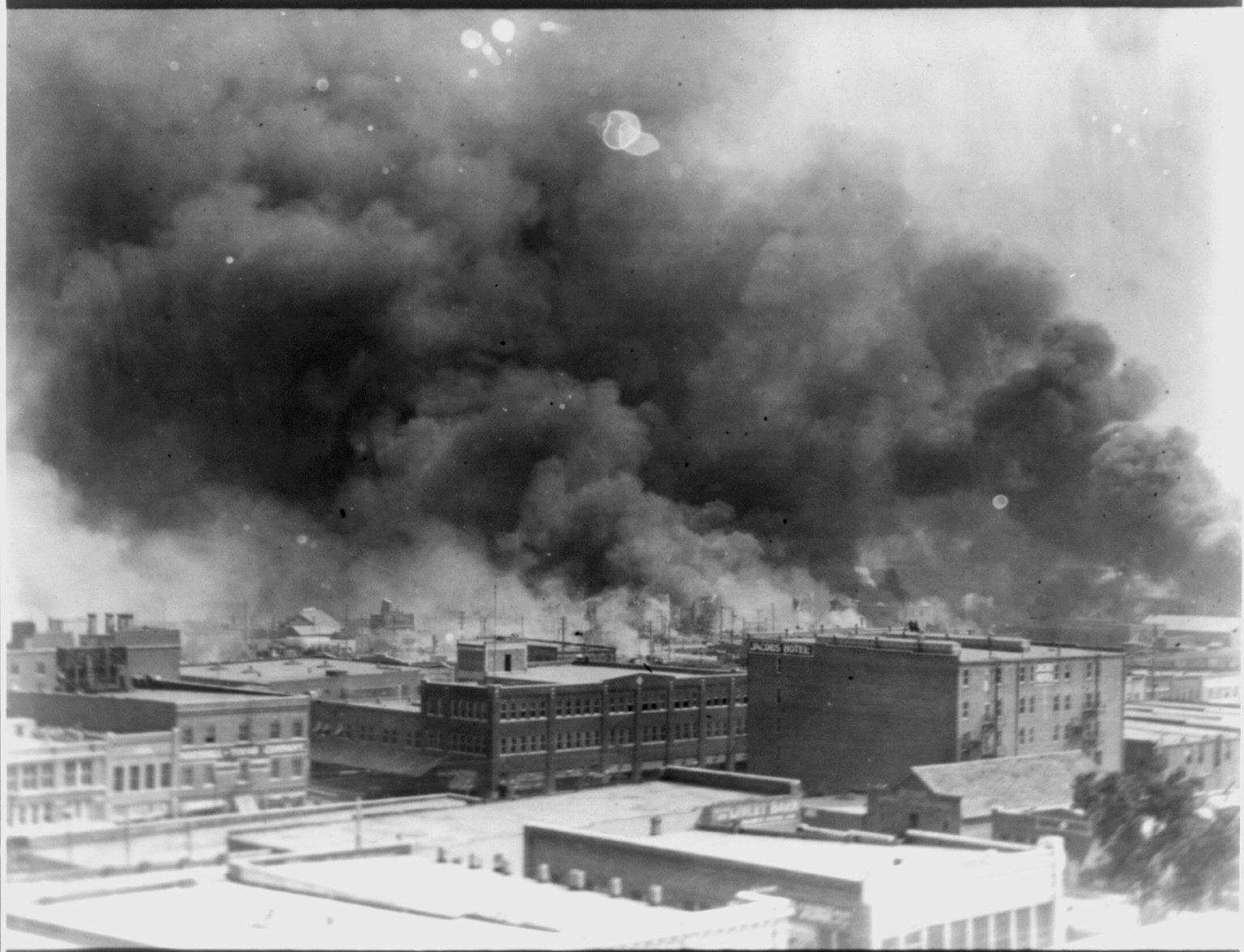
Fumaça vinda dos incêndios em Greenwood

Ao longo das primeiras horas da manhã, grupos de brancos e negros armados se defrontaram em tiroteios. Neste ponto, o combate foi concentrado ao longo dos trilhos da companhia de trens, uma linha divisória entre os bairros comerciais dos negros e brancos. Um boato circulou que mais negros estavam vindo de trem de Muskogee para ajudar em uma invasão de Tulsa. Em um ponto, os passageiros de um trem que chegava foram forçados a se abaixar no chão dos vagões do trem por terem sidos pegos diretamente no fogo cruzado de ambos os lados.
Pequenos grupos de brancos realizavam incursões breves de carro em Greenwood, indiscriminadamente atirando em empresas e residências. Eles muitas vezes foram recebidos com tiros em retorno. Enquanto isso, os manifestantes jogaram panos embebidos em gasolina em vários prédios ao longo da Rua Archer, incendiando-os.

### Incêndios começam
Por volta das 01h00, os amotinadores brancos começaram a botar fogo em lojas comerciais da Rua Archer, no extremo sul de Greenwood. Quando as equipes de socorro chegaram para apagar incêndios, foram impedidos a tiros pelos rebelados. Por quatro horas, cerca de duas dúzias de empresas de propriedade de negros haviam sido incendiados.
Ao chegar das notícias em Greenwood nas primeiras horas da manhã, muitos começaram a pegar em armas para defender sua comunidade, enquanto que outros começaram um êxodo em massa da cidade. Ao longo da noite os dois lados continuaram lutando, às vezes apenas esporadicamente.

### Nascer do sol
Após o nascer do sol às 5h00 da manhã, um apito de trem teria sido ouvido (Hirsch afirma que era, na verdade, uma sirene). Muitos acreditavam que este era um sinal para os manifestantes lançarem um ataque contra Greenwood. Um homem branco saiu de trás do depósito da companhia de trem e recebeu um tiro fatal de um franco-atirador em Greenwood. Multidões de manifestantes saíram de seus abrigos, a pé e de carro, andando nas ruas da comunidade negra. Cinco homens brancos em um carro lideraram o ataque, mas foram mortos por uma saraivada de tiros antes de passarem de uma quadra.
Oprimido pelo grande número de homens brancos, os negros recuaram da Greenwood Avenue até à borda da cidade. O caos seguiu e moradores aterrorizados fugiram para salvar suas vidas. Os manifestantes dispararam indiscriminadamente e mataram muitos moradores ao longo do caminho. Dividindo-se em pequenos grupos, eles começaram a invadir casas e edifícios saqueavam tudo que encontravam. Vários negros testemunharam mais tarde que eles invadiram casas ainda ocupadas, ordenando aos habitantes para a rua onde eles poderiam ser conduzidos ou forçados a caminhar para centros de detenção.
Um boato se espalhou entre os brancos que uma igreja batista estava sendo usada como uma fortaleza e arsenal dos negros. Alegou-se que 20 caixões cheios de fuzis tinham sido entregues na igreja, embora nenhuma evidência jamais tenha sido encontrada.

### Ataque pelo ar
Numerosos relatos descreveram aviões carregados de assaltantes brancos disparando rifles e soltando bombas incendiárias em edifícios, casas, e famílias em fuga. Os aviões, seis biplanos que sobraram da Primeira Guerra Mundial, foram enviados a partir de um campo de pouso fora de Tulsa. Funcionários brancos da cidade mais tarde afirmaram que os aviões foram fornecer reconhecimento e proteger os brancos contra o que descreveram como uma "revolta negra". Todavia, relatos de testemunhas oculares sobreviventes confirmam que na manhã de 1 de junho, os aviões lançaram bombas incendiárias e rifles dispararam contra moradores negros no chão.
Vários grupos de negros tentaram organizar uma defesa, mas eles ficaram impressionados com o número de brancos armados. Muitos negros se renderam, outros atiravam e perdiam suas vidas. Como os incêndios se espalharam ao norte através de Greenwood, inúmeras famílias negras continuaram a fugir. Estima-se que muitos morreram carbonizados.

### Outros brancos
Como instabilidade se espalhou para outras partes da cidade, muitas famílias brancas da classe média que empregavam negros em suas casas como cozinheiros e empregados foram abordados pelos manifestantes brancos. Eles exigiram que as famílias entregassem seus funcionários para serem levados para os centros de detenção da cidade. Muitas famílias brancas atenderam os pedidos, e as que se recusaram foram alvos de ataques e vandalismos.
Em geral, os brancos Tulsaneanos que não estavam participando do motim ignoraram a tragédia que se desenrolava. Apenas duas igrejas brancas do centro abriram suas portas aos refugiados que fugiam de Greenwood. Elas eram a Primeira Igreja Presbiteriana e a católica romana Holy Family Cathedral.

### Tropas do Estado
O Ajudante Geral da Guarda Nacional, Charles Barrett, chegou com cerca de 109 soldados vindos da capital do estado de trem por volta das nove da manhã. Ele não podia agir legalmente até ter entrado em contato com todas as autoridades locais, incluindo o prefeito, o delegado e o chefe de polícia. Enquanto isso, suas tropas fizeram uma pausa para tomar café da manhã. Barrett também convocou reforços de várias outras cidades de Oklahoma. Por esta altura, a maioria dos cidadãos negros sobreviventes ou tinham fugido da cidade ou estavam sob custódia nos vários centros de detenção. As tropas declararam lei marcial às 11h49 da manhã, e por volta do meio-dia conseguiram suprimir a maior parte da violência restante.

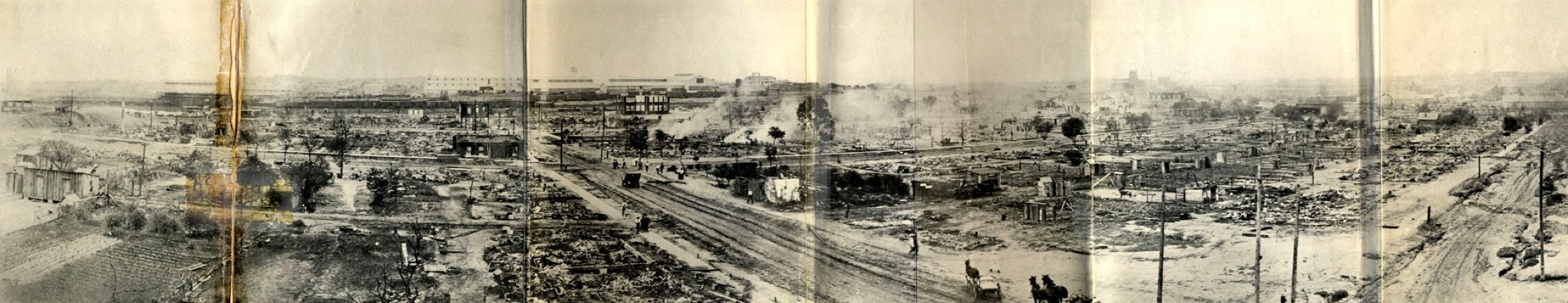
Vista panorâmica da área de Greenwood após os distúrbios

## Posterior

### Vítimas

#### Mortes e ferimentos

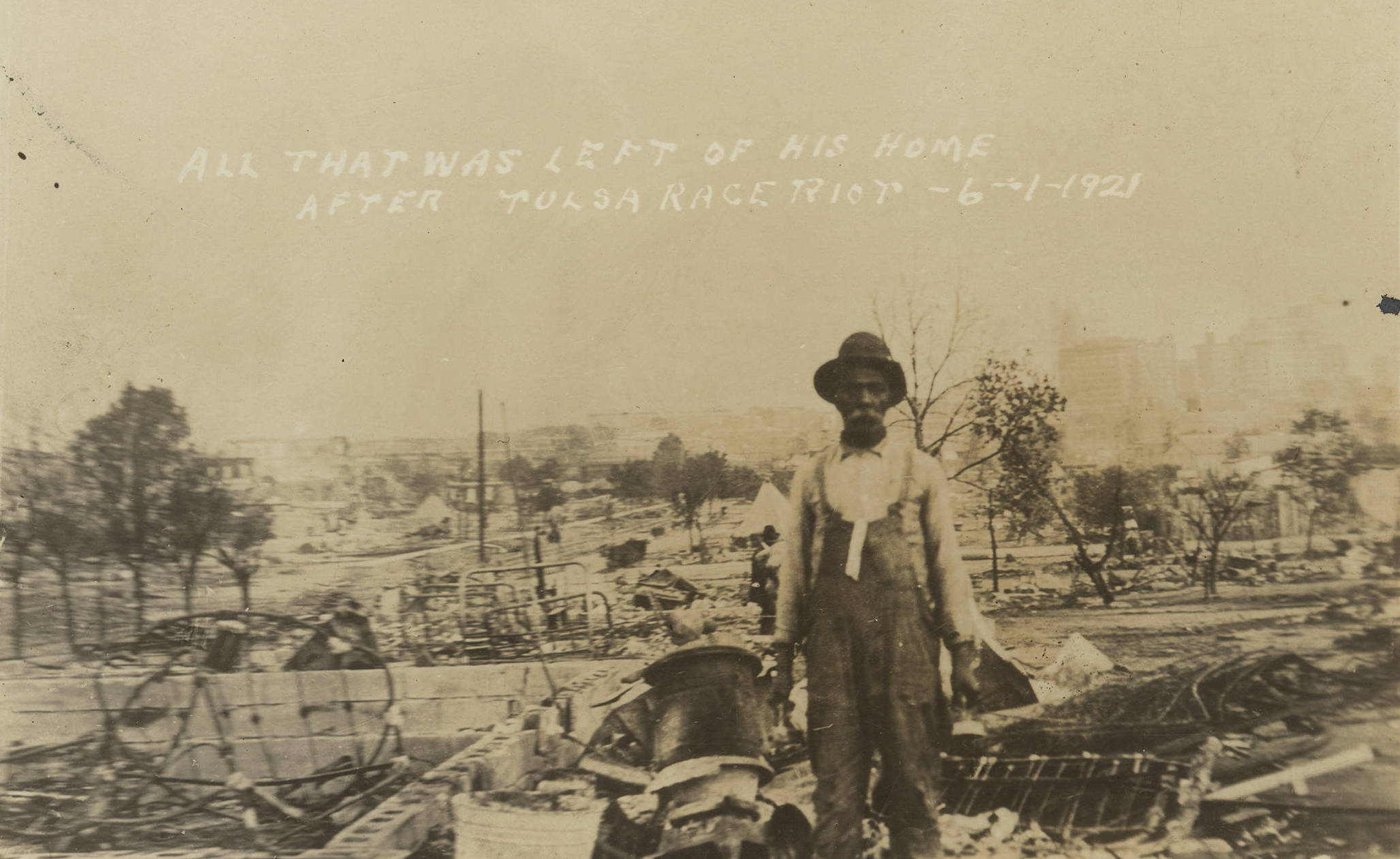
Homem afro-americano e sua casa destruída após o massacre

O número relatado de mortos varia muito. Em 1 de junho de 1921, o Tulsa Tribune informou que 9 brancos e 68 negros morreram no motim, mas pouco depois mudou para um total de 176 mortos. No dia seguinte, o mesmo jornal relatou a contagem como 9 brancos e 21 negros. O New York Times, disse que 77 pessoas foram mortas, incluindo 68 negros, mas depois reduziu o total para 33. O Departamento de Estatísticas Vitais de Oklahoma apontou para 36: 26 negros, 10 brancos. Willows Maurice, um funcionário da Cruz Vermelha, informou que até 300 negros foram mortos. Ele também relatou que houve uma corrida para enterrar os corpos e que não houve registros desses enterros. Dos cerca de 800 pessoas internadas em hospitais locais por lesões, a maioria acredita-se ter sido branca, já que os hospitais negros tinham sido queimados no tumulto. Além disso, mesmo se os hospitais brancos admitissem negros feridos no tumultuo, estes teriam poucos meios para chegar até esses hospitais, localizados nas regiões centrais da cidade. Mais de 6 000 moradores Greenwood foram presos e detidos em três instalações locais diferentes da cidade.
Vários negros foram  conhecidos por terem morrido nos centros de internação. Enquanto acredita-se que a maioria das mortes foram devidamente registradas, não há registros encontrados quanto ao número de detentos que foram tratados por ferimentos e sobreviveram. Esses números poderiam ser razoavelmente mais de mil, talvez vários milhares.

#### Perdas de propriedades

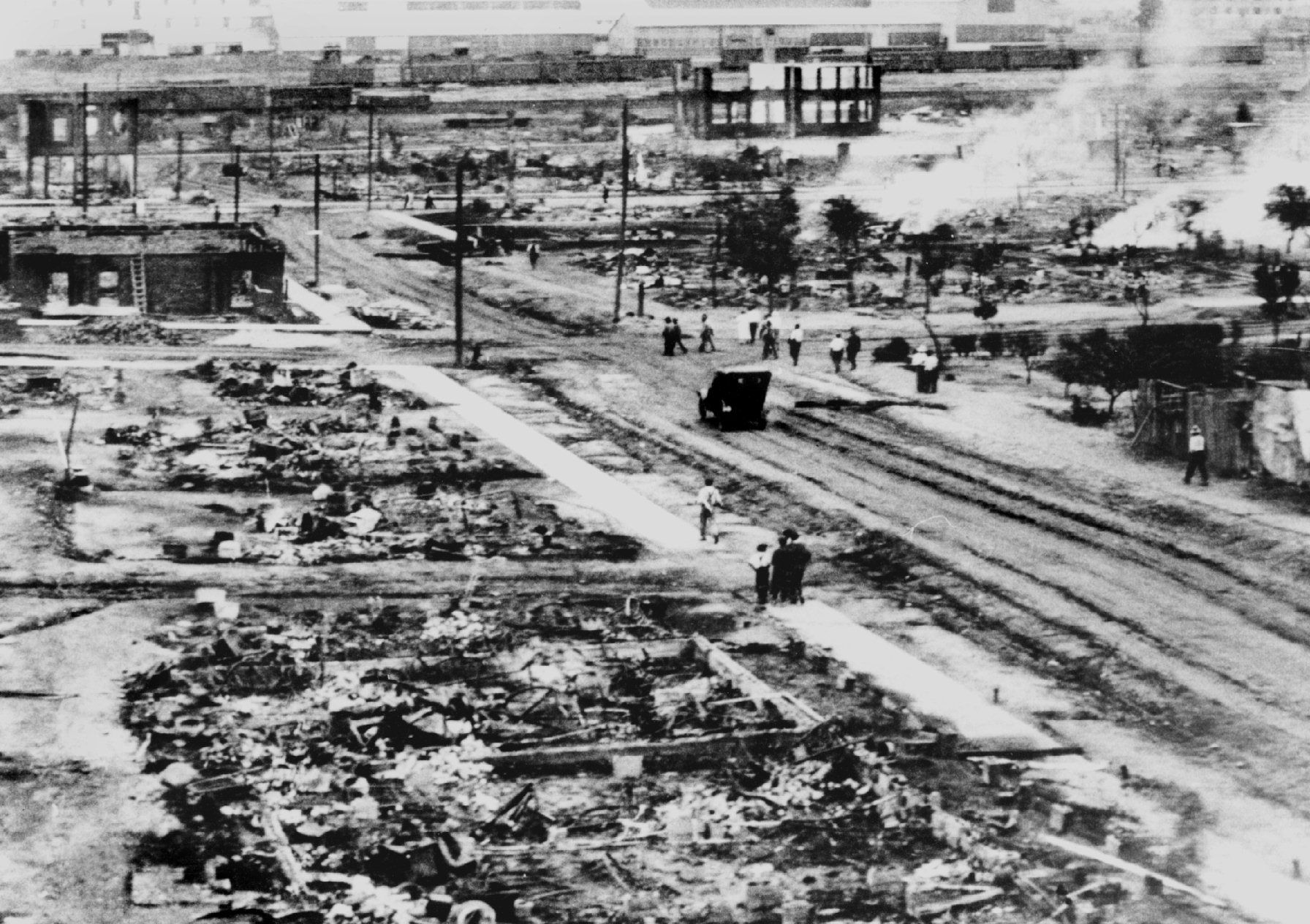
Destruição de uma área residencial em Tulsa, 1921

A zona comercial de Greenwood foi destruída. Isto incluiu 191 lojas comerciais, uma escola secundária, várias igrejas e o único hospital do distrito. A Cruz Vermelha informou que 1 256 casas foram queimadas e outras 215 foram saqueadas, mas não queimadas. Os serviços mobiliários de Tulsa estimaram perdas de propriedade que totalizavam 1,5 milhão de dólares em imóveis e 750 000 em bens pessoais. Os cidadãos locais haviam registrado mais de 1,8 milhões de ações contra a cidade em 6 de junho de 1922 devido á rebelião.

#### Ações legais
Um júri em Tulsa decidiu que o chefe de polícia John Gustafson foi o responsável pelo tumulto porque ele negligenciou seu dever com a segurança da cidade e foi removido do cargo. Em um estudo posterior, ele foi considerado culpado de não ter tomado as devidas precauções para proteger a vida e a propriedade e por conspirar com ladrões de automóveis e tomar para si produtos de saques. No entanto, ele nunca chegou a cumprir pena, em vez disso, retornou à sua prática de detetive particular. Não há registros legais que indiquem que qualquer outro funcionário branco foi acusado de má conduta ou até mesmo negligência pelo motim.
Dick Rowland permaneceu seguro na cadeia do condado até à manhã seguinte, quando ele foi levado para fora da cidade em sigilo. Todas as acusações foram retiradas. Ele nunca mais voltou para Tulsa.
Nenhuma acusação foi feita contra algum dos rebelados brancos.

#### Tentativa de impedir reconstrução de Greenwood
A divisão entre brancos e negros habitantes de Tulsa era tão profunda que nem o fim do motim foi suficiente para reconciliar as partes antagonistas. A destruição generalizada de Greenwood não foi suficiente para os brancos,  que queriam fazer uma separação ainda maior entre eles e os negros. Um dos maiores empresários de Tulsa, W. Tate Brady, foi nomeado para o Real Estate Tulsa Exchange uma semana após o motim. Esta organização foi criada pela Câmara de Comércio de Tulsa para estimar o valor das propriedades danificadas ou destruídas em Greenwood. A organização queria recolocar os negros na região mais ao norte e leste do que a Greenwood original. Em cooperação com a comissão da cidade, a organização preparou novos códigos de construção para a Greenwood original que faria a reconstrução proibitivamente cara para os proprietários originais. A terra poderia, então, ser reconstruído como um distrito comercial e industrial - não mais residencial. O plano nunca foi implementado porque o Supremo Tribunal de Oklahoma anulou os decretos propostos alegando serem inconstitucionais.

## Reconciliação
Em 1996, na sequência de uma maior atenção para a rebelião  por causa do 75º aniversário do evento, o legislativo estadual autorizou a Comissão da Rebelião de Tulsa, para estudar e preparar um "relato histórico" do motim. O estudo "contou com o apoio forte de membros de ambos os partidos políticos e todas as posições políticas". A Comissão apresentou o seu relatório em 21 de fevereiro de 2001. O relatório recomendou ações substanciais de restituição, em ordem de prioridade:
1. Pagamento direto de reparações aos sobreviventes do motim racial de 1921 em Tulsa;
2. Pagamento direto de reparação aos descendentes dos sobreviventes do motim racial de Tulsa;
3. Bolsas de estudo disponíveis para os alunos afetados pelo motim racial de Tulsa;
4. Criação de uma zona econômica de desenvolvimento empresarial na zona histórica do distrito de Greenwood, e
5. Um memorial para o enterro dos restos mortais de vítimas da rebelião.[33]

O Tulsa Reparations Coalition, patrocinado pelo Center for Racial Justice, Inc., foi formado em 7 de abril de 2001, para obter a restituição dos danos sofridos pela comunidade negra de Tulsa, como recomendado pela Comissão de Oklahoma.
Em junho de 2001, a assembleia legislativa do Estado aprovou a lei "1921 Tulsa Race Riot Reconciliation Act", que vai além das recomendações da Comissão, e que prevê o seguinte:
- Mais de 300 bolsas de estudos para filhos de moradores Greenwood;

- Criação de um memorial para aqueles que morreram no motim, que foi dedicado em 27 de outubro de 2010;[34] e

- O desenvolvimento económico em Greenwood.[35]

O governo tem feito tentativas limitadas para encontrar valas comuns suspeitas de terem sido utilizadas para enterrar os números desconhecidos de negros mortos. A Comissão informou que eles não estavam autorizados a fazer a verificação arqueológica necessária para verificar as reivindicações.
Cinco sobreviventes idosos do motim, liderados por uma equipe jurídica, incluindo Johnnie Cochran e Charles Ogletree abriram um processo contra a cidade de Tulsa e o estado de Oklahoma (Alexander et al., V Oklahoma, et al.) em fevereiro de 2003, com base nas conclusões do relatório de 2001. Ogletree disse que o Estado e a cidade deveriam indenizar as vítimas e suas famílias e "honrar as suas obrigações admitidas como detalhado no relatório da comissão". Os demandantes não procuravam reparações como tal, mas pediam educação e recursos de saúde para os atuais moradores de Greenwood. O tribunal rejeitou a ação, citando a lei de limitações sobre casos de mais de 80 anos de idade, e a Suprema Corte dos Estados Unidos se recusaram a ouvir o apelo. Em abril de 2007, Ogletree apelou para o Congresso dos EUA para aprovar uma lei estendendo o prazo prescricional para o caso.

## Cultura Popular
O trágico evento marcou não só a História dos Estados Unidos como também inspirou a cultura popular através de vários meios:

### Cinema
- The Tulsa Lynching of 1921: A Hidden Story (2000), documentário realizado por Michael Wilkerson sobre os eventos;
- Before They Die! (2008), documentário realizado por Reginald Turner, St. Clair Bourne e Michael Hausfeld, sobre os sobreviventes do motim e sua busca por justiça;[40]
- Radium Girls (2008), filme realizado por Lydia Dean Pilcher e Ginny Mohler, que retrata a batalha judicial das Garotas do Radium, contemplando ainda a história da personagem interpretada por Susan Heyward como vítima e sobrevivente dos acontecimentos em Tulsa;
- Watchmen (2019), no primeiro episódio da série criada para a HBO, "It's Summer and We're Running Out of Ice", a Rebelião de Tulsa é representada logo nos primeiros minutos.
- Lovecraft Country (2020), no nono episódio, primeira temporada, da série da HBO, "Rewind 1921", os personagens principais vão para Tulsa no exato dia do massacre.